# Батаљон Спарта
Батаљон Спарта је посебна јединица која је у саставу оружаних формација делимично признате Доњецке Народне Републике. Настао је у августу 2014. године, учествовао је у борбама за Славјанск, Дебаљцево и за Доњецки аеродром.

## Састав
Јачину батаљона украјински медији су проценили на 300 бораца (од 1. јула 2016). База Спарте налази се на територији 3. зграде Доњецког националног техничког универзитета.
Огромна већина бораца батаљона су становници Донбаса; у јединици су и добровољци из земаља ЗНД. Батаљон је подељен у три чете.
До погибије 16. октобра 2016. године, батаљон је предводио Арсен Павлов (1983–2016), познат и као „Моторола“. Заменио га је Владимир Жога („Воха“) (1993–2022), родом из Славјанска, први заменик команданта батаљона. Након Жогине смрти, команду над батаљоном је преузео његов отац, Артјом Жога.